# São Raimundo do Doca Bezerra
São Raimundo do Doca Bezerra là một đô thị thuộc bang Maranhão, Brasil. Đô thị này có diện tích 281,225 km², dân số năm 2007 là 4487 người, mật độ 15,96 người/km².